# ジェームズ・ステュアート (初代マリ伯爵)
初代マリ伯爵ジェームズ・ステュアート（James Stewart, 1st Earl of Moray，1531年 - 1570年1月11日）は、スコットランドの貴族、政治家。スコットランド王ジェームズ5世の庶長子で女王メアリーの異母兄にあたる。

## 生涯

### 生い立ち、女王メアリーの重用
ジェームズは、ジェームズ5世とスコットランド貴族の5代アースキン卿ジョン・アースキンの娘マーガレット・アースキンの息子として1531年に産まれた。しかし、ジェームズ5世は国益のためメアリー・オブ・ギーズと結婚することにした。そのため庶子という扱いになってしまった。このことが、おそらく野心家で有能でもあった彼の中で、無念となって長年燻り続けていたようである。スコットランドに帰国した異母妹メアリーに、全く肉親としての親しみなど感じていなかったであろうことは、後の彼の数々の行動が物語っている。
1557年12月の第一次信仰盟約を締結したプロテスタント貴族の一人だった。
初めは、セント・アンドルーズ教会修道院長をしていた。しかし、そのうちにスコットランドの会衆の中で力を持つようになり、実力者の一人となっていた。夫のフランス王フランソワ2世の死後、メアリーに帰国を勧めたのはジェームズだった。メアリーはジェームズを「親愛なるお兄様」と呼んで深く信頼し、重用するようになった。1561年9月6日にメアリーによってジェームズは枢密顧問に任命される。1562年の夏に、スコットランドの有力貴族でカトリックのゴードン家がメアリーに反乱を起こすが、これを鎮圧した功績によって、ゴードン家から没収した豊かなマリの領地はジェームズの物となり、以後彼はマリ伯と名乗るようになった。彼は枢密院で大きな権力を振るうようになった。

### メアリーとの対立、反乱
しかし、メアリーがダーンリー卿ヘンリー・ステュアートと結婚しようとすると、マリ伯は自分の権力の低下を恐れ、イングランド大使ランドルフ卿を通じてエリザベス1世に結婚の阻止を要請した。エリザベスも、強力なイングランド王位継承権を持つダーンリー卿がメアリーと結婚することへの懸念から、ダーンリー卿にすぐさまロンドンへの帰還を命じ、ダーンリー卿の母マーガレット・ダグラスをロンドン塔に幽閉した。またマリ伯も、ダーンリーが父のレノックス伯マシュー・ステュアートと共謀して自分の殺害を企てていると主張し、メアリーとたびたび争いになった。しかし、メアリーとダーンリー卿は1565年7月29日に結婚した。マリ伯は、ダーンリー卿がなおも自分の命を狙っているとして、領地にひきこもった。
この頃、マリ伯はメアリーとダーンリー卿を誘拐し、ダーンリー卿をスコットランドから追放し、自分が政権を取ることを狙っていたという説がある。1565年8月1日、マリ伯はエリザベスの援助を取り付け、メアリーに反乱を起こした。メアリーとダーンリー卿は戦場に赴いた。結局、期待していたイングランドからの援軍は現われず、マリ伯はスコットランド南部でボスウェル伯率いるスコットランド軍に敗北し、イングランドに亡命した。

### 相次ぐ陰謀
1566年3月9日の夜中、ホリールードハウス宮殿でダーンリー卿やルースベン・モートンなどのスコットランド貴族たちが組んで、メアリーの秘書のデイヴィッド・リッチオを殺害した。この事件の首謀者はマリ伯だったという説がある。確かにマリ伯は、メアリーに関する数々の陰謀による事件が起きた時、いつも現場に居合わせず、姿を消している。この後、自分の寵臣を殺されたメアリーと、その寵臣殺害に関わったダーンリー卿の仲は冷却していった。一方、マリ伯はメアリーから反逆罪を許され、スコットランド帰国が叶い、再び重用されることになった。
1567年2月10日の夜中、ダーンリー卿は療養先のカーク・オ・フィールド教会で暗殺された。マリ伯は前日の2月9日の夜、メアリーやボスウェル伯やハントリー伯たちと、諸島の司教のパーティーに出席するはずだったが、直前になって妻の流産を理由に姿を消している。本当に妻が流産し、彼が妻の側に行ったのかどうかは明らかではない。

### ボスウェル伯の排除、死

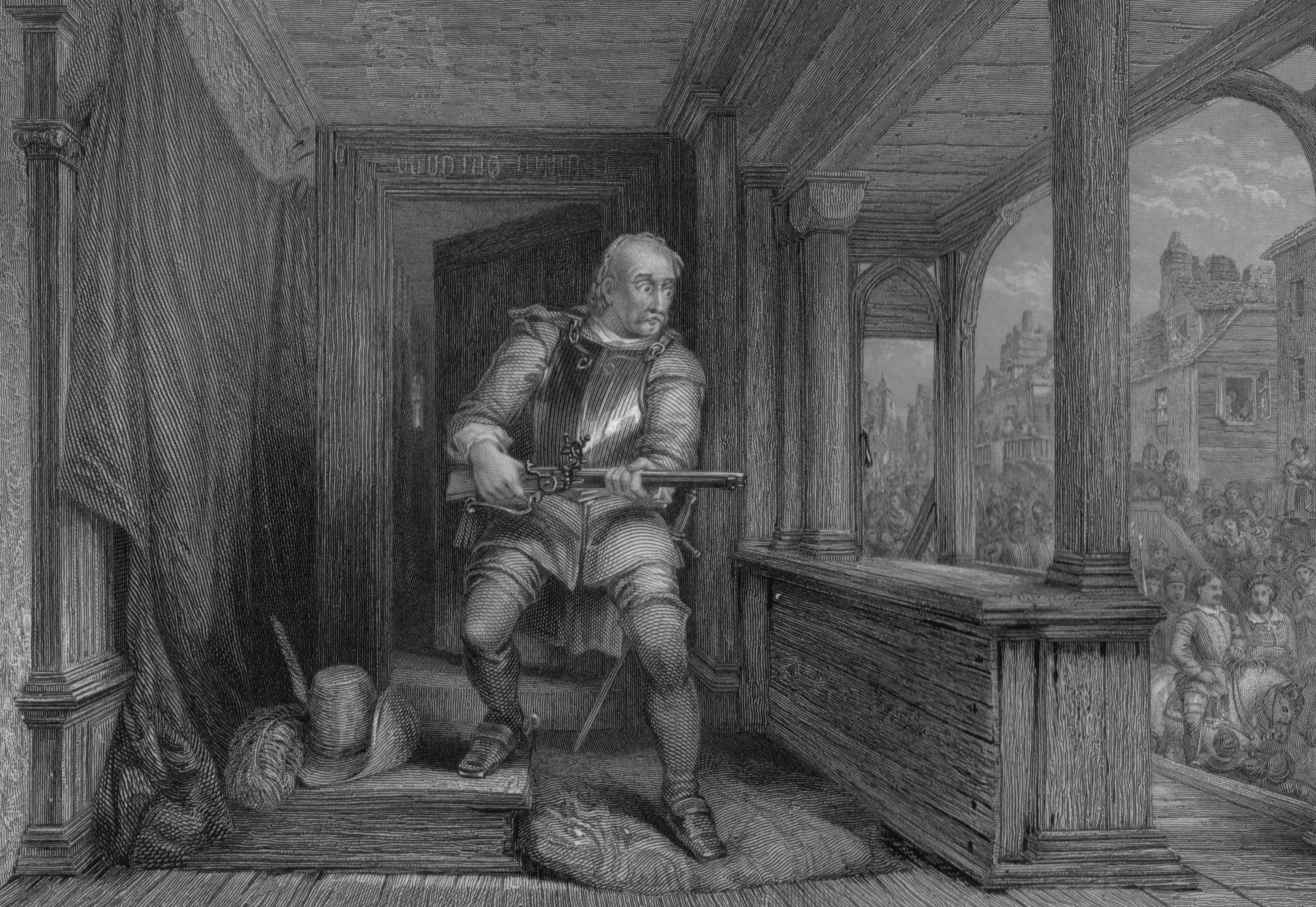
マリ伯を暗殺したジェームズ・ハミルトンを描いた絵画

1567年4月23日にボスウェル伯によるメアリー誘拐事件が起こり、5月15日に2人は結婚した。しかし、6月5日には反ボスウェル派の貴族たちの反乱が起こった。メアリーたちは260人の軍勢を率いて反乱軍と戦闘を開始したが、6月15日にはエディンバラ東部の町カーバリー・ヒルで、ボスウェル伯の自由な行動を約束するという条件で、2人は反乱軍に投降した。しかしこの時の使者、フランス大使デュ・クロはすでに反乱者たちと内通しており、わざと交渉を長引かせたという説がある。
7月26日、ロッホリーヴン城に幽閉されたメアリーの元へ数名の貴族がやってきた。彼らは、息子ジェームズ王子（スコットランドとイングランドの王ジェームズ1世）のために退位すること、ジェームズの教育を数名の貴族に任せること、マリ伯を摂政に任命すること、という3つの条件が記された文書に署名を要求した。彼らの一人、リッチオ殺害の実行犯の一人だったルースベンに、署名しないと命の保証はしないと脅迫されて無理やり署名させられ、メアリーは退位した。
ボスウェル伯は逃走後、ダンバー城に向かい、そこで以前からマリ伯の行動に不審を抱いていた貴族と合流し、小規模な軍隊ができあがった。しかし、枢密院では彼ら全員を反逆者とみなし、これによってボスウェル伯に味方した貴族も姿を消してしまった。その後、かつての味方で義兄弟のハントリー伯を訪ねたが協力を断られ、養父でもある大叔父のマリー司教の援助で、6隻の商船と漁船を率いて、領地であるオークニー島とシェトランド諸島に向かった後、2隻の船でマリ伯の捜索の手から逃れ、ノルウェーへ漂着した。その後はデンマークのコペンハーゲンに移され、そこで身柄を拘束された。
デンマーク王フレゼリク2世は、ボスウェルの身柄と引き換えに、スウェーデンとの戦争の際にスコットランドが2000人の兵を提供することを条件として、マリ伯に取引を持ちかけた。マリ伯は、兵力の提供は承諾したが、ボスウェルをデンマークで処刑するよう求めた。フレゼリク2世は迷った末、姉婿のザクセン選帝侯アウグストや叔父であるホルシュタイン公ハンス・ヴォルフェンビュッテル公・メクレンブルク公の3人に相談した。結果、事件を徹底的に調査し、ボスウェルの国王暗殺に関する有罪・無罪のあらゆる証拠を検討した上でデンマークの裁判所に任せるべきという結論に至った。ボスウェル伯は引き続きデンマークで拘束されることになった。
1570年1月11日、メアリーを支持するボスウェルハウのハミルトン氏族のジェームズ・ハミルトンによって暗殺された。

## 栄典
1562年1月30日に以下の爵位を新規に叙された。
- 初代マリ伯爵 (1st Earl of Moray)
(勅許状によるスコットランド貴族爵位)
- 初代アバーネシー＝ストラサーン卿 (1st Lord Abernethy and Strathdearn)
(勅許状によるスコットランド貴族爵位)

1562年2月7日には以下の爵位を新規に叙された。
- 初代マー伯爵 (1st Earl of Mar)
(勅許状によるスコットランド貴族爵位。数週間後に返還)

1566年6月22日にマリ伯とアバーネシー＝ストラサーン卿について男子のない場合に女子相続が行われる爵位 (remainder to heirs general) に変更される。

## 家族
1562年2月8日に第3代マリシャル伯爵ウィリアム・ケイスの娘アン・ケイスと結婚。彼女との間に以下の3子を儲けた。
- 第1子（長女）エリザベス・ステュアート(Elizabeth Stewart, 生年不詳-1591)：2代マリ女伯を継承。2代ドゥーン卿ジェイムズ・ステュアートと結婚
- 第2子（次女）アナベル・ステュアート(Annabel Stewart, 生年不詳-1572年頃)
- 第3子（三女）マーガレット・ステュアート(Margaret Stewart, 生年不詳-1586年)：第9代エロル伯爵フランシス・ヘイ（英語版）と結婚